# Nicolas Rossard
Nicolas Rossard (Nîmes, 23 maggio 1990) è un pallavolista francese.
Gioca nel ruolo di libero nel Tours.

## Carriera
La carriera di Nicolas Rossard, proveniente da una famiglia di pallavolisti, infatti suo nonno Jacques Rossard, suo padre Philippe Rossard, suo zio Olivier Rossard e i suoi cugini Quentin Rossard e Thibault Rossard sono giocatori di pallavolo, inizia nelle giovanili dello Spacer's Toulouse per poi continuare nel CNVB; in questo periodo entra a far parte della nazionale francese under 20, con la quale vince la medaglia d'oro al campionato europeo di categoria nel 2008. L'esordio nel massimo campionato francese avviene nella stagione 2009-10 con la maglia dello Spacer's Toulouse, club con cui rimane per quattro anni.
Dalla stagione 2013-14 è tesserato per l'Arago de Sète, raggiungendo la finale della Coppa di Francia, mentre nel 2014 viene convocato dalla nazionale maggiore per il campionato mondiale, che la Francia chiude al quarto posto, per vincere poi la medaglia d'oro al campionato europeo 2015.
Dopo tre annate col club di Sète, nel campionato 2016-17 fa ritorno allo Spacer's Toulouse; con la nazionale si aggiudica la medaglia d'oro alla World League 2017. Nel campionato seguente difende invece i colori del Paris, mentre nella stagione 2018-19 si trasferisce per la prima volta all'estero, ingaggiato nella Polska Liga Siatkówki, dallo Stocznia Szczecin: tuttavia lascia il club polacco a campionato in corso, accasandosi allo Charlottenburg, nella 1. Bundesliga tedesca. Rientra in patria per disputare il massimo campionato transalpino nella stagione 2019-20, accettando la proposta del Tours.

## Palmarès

### Nazionale (competizioni minori)
- Campionato europeo under 20 2008
- Memorial Hubert Wagner 2017